# Giovanni Andrea Mercurio
Giovanni Andrea Mercurio (ur. w 1518 w Mesynie, zm. 2 lutego 1561 w Rzymie) – włoski duchowny katolicki, kardynał, arcybiskup Mesyny.
20 lutego 1545 został wybrany arcybiskupem Manfredonii. 30 maja 1550 objął stolicę metropolitalną Mesyny, na której pozostał już do śmierci. 20 listopada 1551 Juliusz III wyniósł go do godności kardynalskiej. Wziął udział w konklawe wybierających Marcelego II, Pawła IV i Piusa IV.